# U-616
El submarí alemany U-616 va ser un submarí tipus VIIC construït per a la Kriegsmarine de l'Alemanya nazi, per al servei durant la Segona Guerra Mundial.
Se li va col·locar la quilla el 20 de maig de 1941 per Blohm & Voss, Hamburg com a número de drassana 592, avarat el 8 de febrer de 1942 i posada en servei el 2 d'abril de 1942 sota l'Oberleutnant zur See ( Oblt.zS ) Johann Spindlegger.
El 8 d'octubre de 1942, Spindlegger va ser substituït per Oblt.zS Siegfried Koitschka, que el va comandar fins que va ser enfonsat el 17 de maig de 1944.

## Disseny
Els submarins alemanys de tipus VIIC van ser precedits pels submarins de tipus VIIB més curts. L'U-652 tenia un desplaçament de 769 tones (757 tones llargues) quan estava a la superfície i de 871 tones (857 tones llargues) mentre estava submergit. Tenia una longitud total de 67,10 m (220 peus 2 polzades), una longitud del casc a pressió de 50,50 m (165 peus 8 polzades), una mànega de 6,20 m (20 peus 4 polzades), una alçada de 9,60 m (31 peus 6 polzades) i un calat de 4,74 m (15 peus 7 polzades). El submarí estava propulsat per dos motors dièsel sobrealimentats de sis cilindres i quatre temps Germaniawerft F46, produint un total de 2.800 a 3.200 cavalls de potència (2.060 a 2.350 kW; 2.760 a 3.160 shp) per al seu ús a la superfície, dos motors elèctrics de doble efecte Brown, Boveri & Cie GG UB 720/8 que produïen un total de 750 cavalls de potència (75500 kW); shp) per utilitzar-lo submergit. Tenia dos eixos i dues hèlixs d'1,23 m (4 peus). El vaixell era capaç d'operar a profunditats de fins a 230 metres (750 peus).
El submarí tenia una velocitat màxima en superfície de 17,7 nusos (32,8 km/h; 20,4 mph) i una velocitat màxima submergida de 7,6 nusos (14,1 km/h; 8,7 mph). Quan estava submergit, el vaixell podia operar durant 80 milles nàutiques (150 km; 92 milles) a 4 nusos (7,4 km/h; 4,6 mph); mentre que a la superfície podia viatjar 8.500 milles nàutiques (15.700 km; 9.800 milles) a 10 nusos (19 km/h; 12 mph).
L'U-616 estava equipat amb cinc tubs de torpedes de 53,3 cm (21 polzades) (quatre muntats a la proa i un a la popa), catorze torpedes, un canó naval SK C/35 de 8,8cm (3,46 polzades), 220 projectils i un canó antiaeri C/30 de 2 cm (0,79 polzades). El vaixell tenia una tripulació de d'entre 44 i 60 oficials i mariners.

## Historial de serveis
La carrera del vaixell va començar amb l'entrenament a la 8a Flotilla d'U-boat el 2 d'abril de 1942, seguida del servei actiu l'1 de gener de 1943 com a part de la 6a Flotilla. L'1 de juny de 1943 va passar a operacions al Mediterrani com a part de la 29a Flotilla fins al seu enfonsament el 1944.
En 9 patrulles va enfonsar 2 vaixells de guerra i va danyar 2 vaixells mercants, amb un total de 2.181 tones i 17.754 tones de registre brut (TRB), respectivament.

### Destí
L'U-616 va ser enfonsat el 17 de maig de 1944 al Mediterrani a la posició 36° 46′ N, 00° 52′ E / 36.767°N,0.867°E, per càrregues de profunditat de l'USS Nields, USS Gleaves, USS Ellyson, USS Macomb, USS Hambleton, USS Rodman, USS Emmons i un bombarder Wellington de la RAF del 36è esquadró de la RAF.

## Llopades
L'U-616 va participar en tres llopades, a saber:
- Burggraf (24 de febrer - 5 de març de 1943)
- Westmark (6-11 de març de 1943)
- Stürmer (11-20 de març de 1943)

## Historial d'atacs
| Data                 | Nom         | Nationalitat                       | Tonatge (GRT) | Destí    |
| -------------------- | ----------- | ---------------------------------- | ------------- | -------- |
| 9 d'octubre de 1943  | USS Buck    | Marina dels Estats Units d'Amèrica | 1,570         | enfonsat |
| 11 d'octubre de 1943 | HMS LCT-553 | Royal Navy                         | 611           | enfonsat |
| 14 de maig de 1944   | Fort Fidler | Regne Unit                         | 7,127         | malmès   |
| 14 de maig de 1944   | G S Walden  | Regne Unit                         | 10,627        | malmès   |